# Hiderábád
Hiderábád (urdu nyelven: حیدرآباد, angolul: Hyderabad) város Délkelet-Pakisztánban, Szindh tartományban, az Indus folyó keleti partján. Lakossága elővárosokkal együtt 3,4 millió fő volt 2011-ben.
Mezőgazdasági termények kereskedelmi központja (köles, búza, rizs, gyapot). Iparváros, ahol ékszert, bőrárut, festéket, üvegárut, cementet, textilipari termékeket állítanak elő. Kézműipara is jelentős. 
A város mai formáját az 1780-as években nyerte el, amikor Szárfaraz Kán afgán herceg megtervezte a települést. Egykori erődje ma már romos, de számos uralkodói síremléke megmaradt. Néhány kilométerre terül el az az egykori csatahely, ahol 1843-ban a britek Charles Napier vezetésével döntő vereséget mértek Mir Ser Mahomed Kán csapataira, majd Szindh tartományt magukhoz csatolták. A Miani falu melletti csata színhelyét emlékmű jelöli.

## Képek

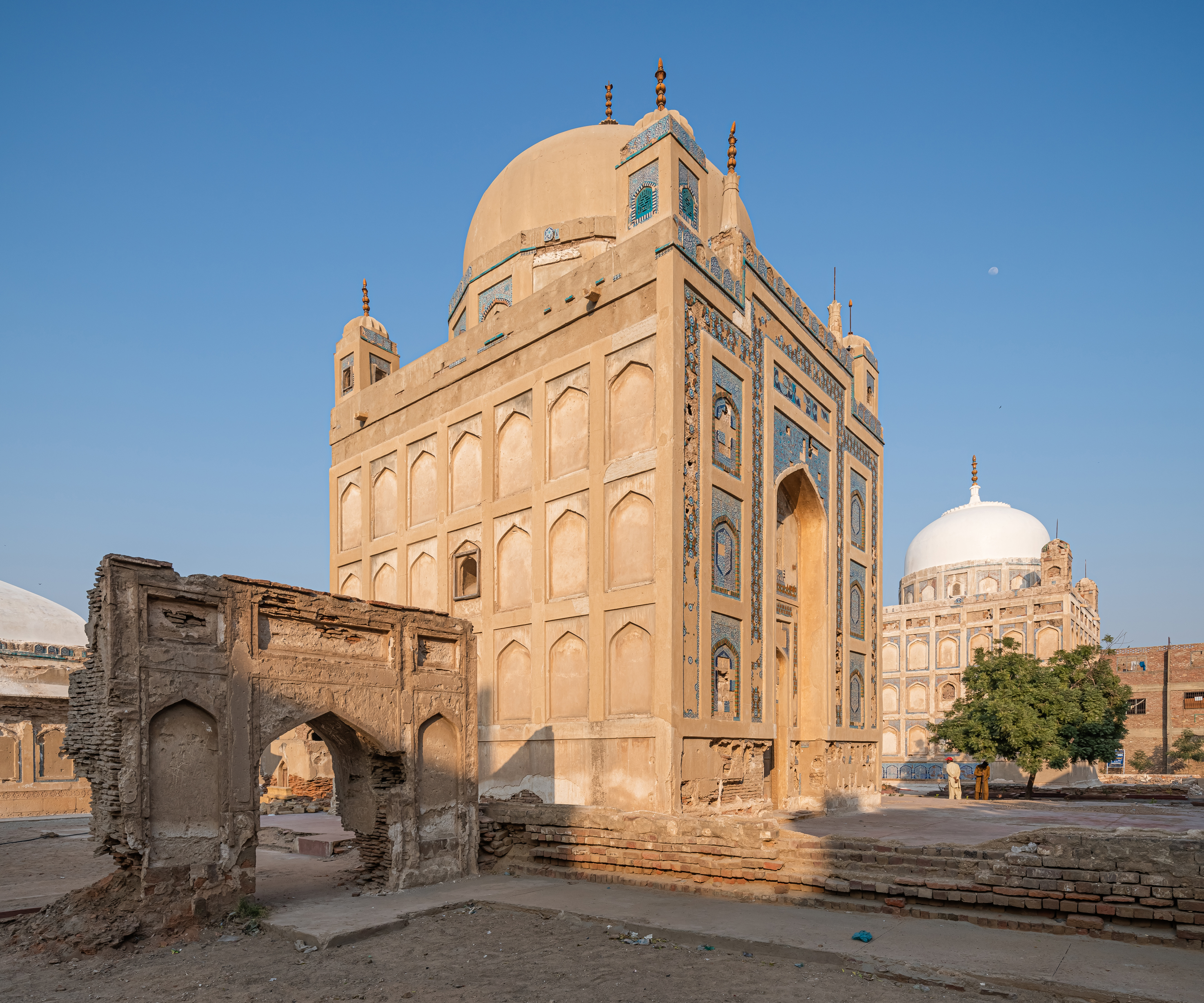
Talpur Mirs síremlékek
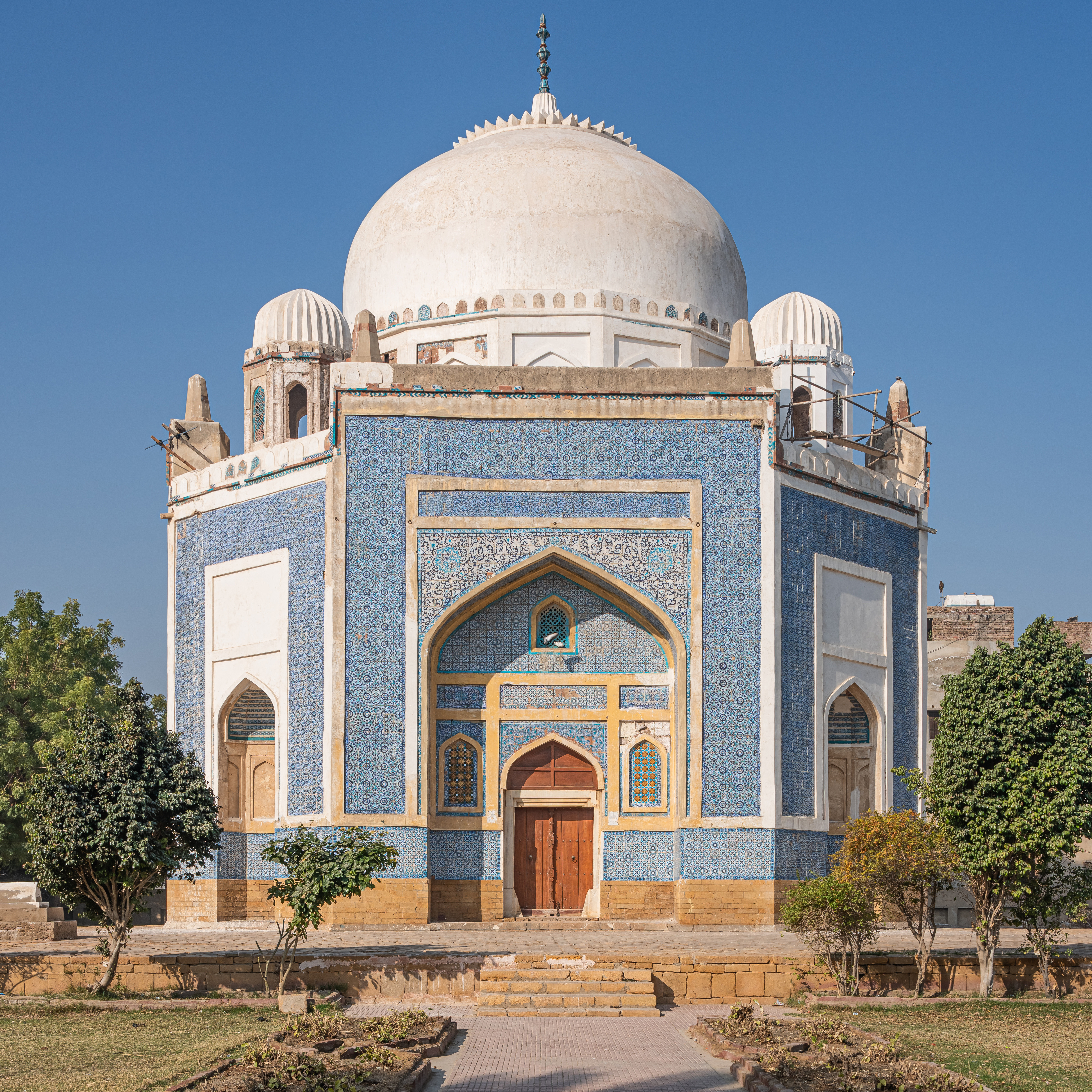
Mian Ghulam sah síremléke
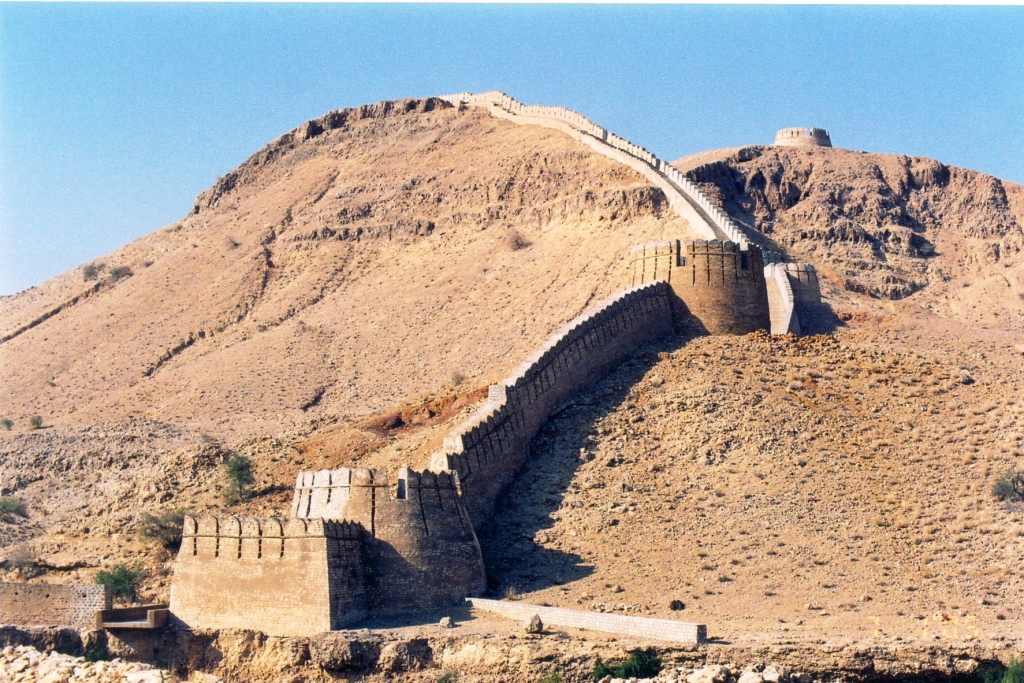
Ranikot-erőd
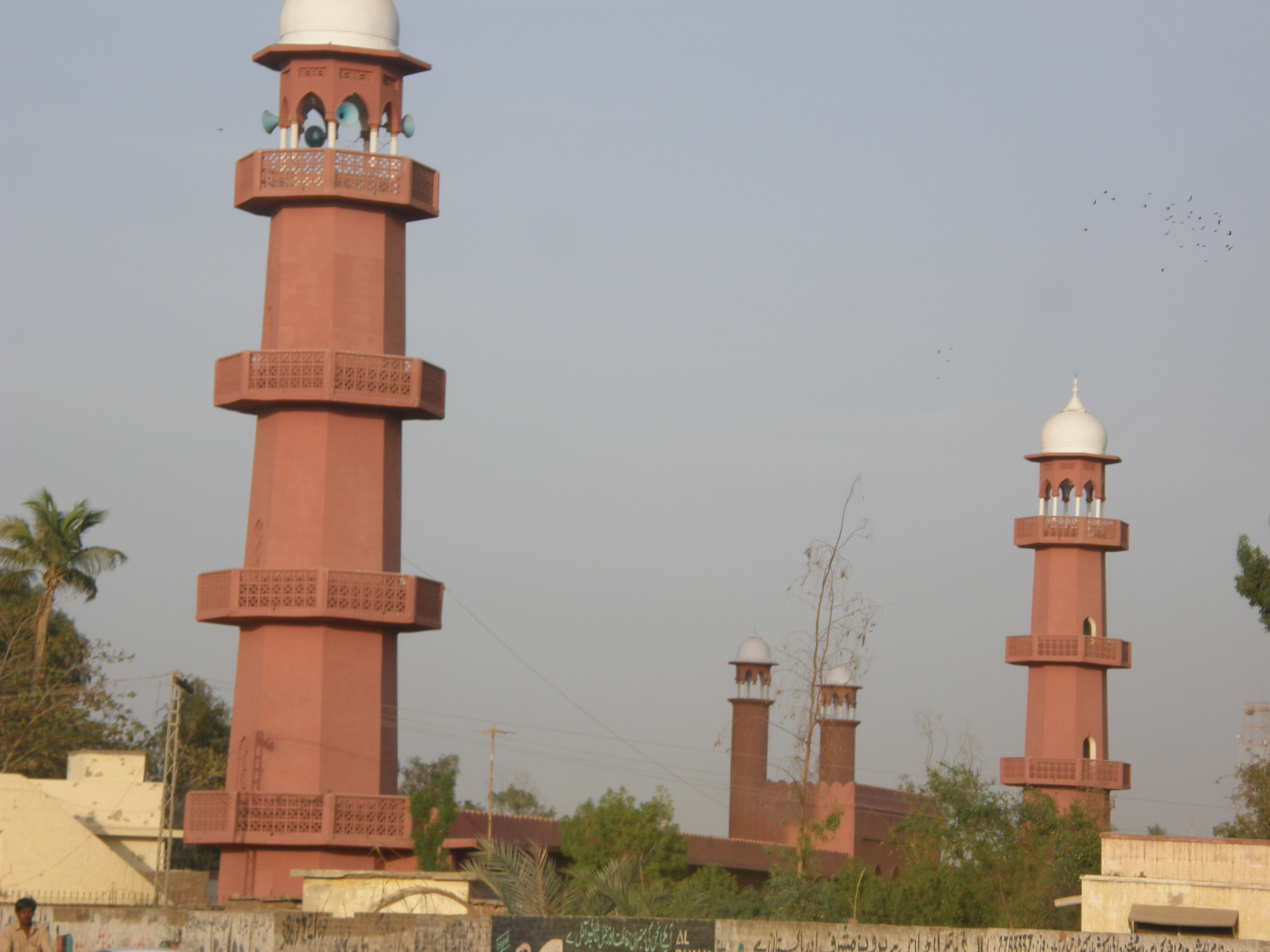
Egy mecset minaretei

## Fordítás
- Ez a szócikk részben vagy egészben  a   Hyderabad, Sindh című angol Wikipédia-szócikk fordításán alapul.  Az eredeti cikk szerkesztőit annak laptörténete sorolja fel. Ez a jelzés csupán a megfogalmazás eredetét és a szerzői jogokat jelzi, nem szolgál a cikkben szereplő információk forrásmegjelöléseként.
- Ez a szócikk részben vagy egészben  a   Hyderabad (Pakistan) című német Wikipédia-szócikk fordításán alapul.  Az eredeti cikk szerkesztőit annak laptörténete sorolja fel. Ez a jelzés csupán a megfogalmazás eredetét és a szerzői jogokat jelzi, nem szolgál a cikkben szereplő információk forrásmegjelöléseként.